# Lommel United WS
Lommel United WS est un club belge de football féminin, fondé en 1978 et situé à Lommel dans la province de Limbourg. 

## Histoire
Fondé en 1978 sous le nom VV Dorperheide Girls Lommel, le club débute en provinciale. En 1982, il monte en D2. En 1984 voit le VVDG Lommel arriver en D1, il y restera deux saisons pour sa 1re expérience dans l'élite avant de redescendre d'un niveau. À deux reprises, le club limbourgeois va revenir en D1 mais à chaque fois, pour une seule saison. Depuis 1991, le VVDG Lommel navigue entre la D2 et la D3. 
En 2012, le club s'associe avec Lommel United pour pouvoir participer à la BeNe Ligue et s'appelle désormais Lommel United Women Soccer.

## Palmarès
- Champion D2 (3) : 1984 - 1987 - 1990
- Champion D3 (1) : 2007

### Bilan
- 4 titres